# Harvey Postlethwaite
Dr Harvey Postlethwaite, (n. 4 martie 1944 – d. 15 aprilie 1999), a fost un inginer versat care a lucrat cu mai multe echipe de Formula 1, incluzând Tyrrell și Scuderia Ferrari.